# Dragovšek
Dragovšek este o localitate din comuna Šmartno pri Litiji, Slovenia, cu o populație de 82 de locuitori.